# Mus'ab Al-Batat
Mus'ab Al-Batat (12 novembre 1993) è un calciatore palestinese, difensore dello Shabab Al-Thahrea e della Nazionale palestinese.

## Carriera

### Nazionale
Ha esordito in nazionale nel 2013.
Nel 2015, nel 2019 e nel 2023 ha partecipato alla Coppa d'Asia.

## Statistiche

### Cronologia presenze e reti in nazionale
| Cronologia completa delle presenze e delle reti in nazionale ― Palestina | Cronologia completa delle presenze e delle reti in nazionale ― Palestina | Cronologia completa delle presenze e delle reti in nazionale ― Palestina | Cronologia completa delle presenze e delle reti in nazionale ― Palestina | Cronologia completa delle presenze e delle reti in nazionale ― Palestina | Cronologia completa delle presenze e delle reti in nazionale ― Palestina | Cronologia completa delle presenze e delle reti in nazionale ― Palestina | Cronologia completa delle presenze e delle reti in nazionale ― Palestina |
| Data                                                                     | Città                                                                    | In casa                                                                  | Risultato                                                                | Ospiti                                                                   | Competizione                                                             | Reti                                                                     | Note                                                                     |
| ------------------------------------------------------------------------ | ------------------------------------------------------------------------ | ------------------------------------------------------------------------ | ------------------------------------------------------------------------ | ------------------------------------------------------------------------ | ------------------------------------------------------------------------ | ------------------------------------------------------------------------ | ------------------------------------------------------------------------ |
| 06-01-2019                                                               | Sharja                                                                   | Siria                                                                    | 0 – 0                                                                    | Palestina                                                                | Coppa d'Asia 2019 - 1º turno                                             | -                                                                        | 59’                                                                      |
| 11-01-2019                                                               | Dubai                                                                    | Palestina                                                                | 0 – 3                                                                    | Australia                                                                | Coppa d'Asia 2019 - 1º turno                                             | -                                                                        |                                                                          |
| 15-01-2019                                                               | al-'Ayn                                                                  | Palestina                                                                | 0 – 0                                                                    | Giordania                                                                | Coppa d'Asia 2019 - 1º turno                                             | -                                                                        |                                                                          |
| Totale                                                                   |                                                                          | Presenze                                                                 | 3                                                                        |                                                                          | Reti                                                                     | 0                                                                        |                                                                          |